# 川崎ブレイブサンダース
川崎ブレイブサンダース（かわさきブレイブサンダース、英: Kawasaki Brave Thunders）は、神奈川県川崎市をホームタウンとするプロバスケットボールチーム。運営法人は株式会社DeNA川崎ブレイブサンダース。1950年に東芝小向バスケットボール同好会として創設、1975年から2016年までは東芝バスケットボール部として活動していた。現在はB1リーグの中地区に所属している。

## 概要
運営会社は株式会社DeNA川崎ブレイブサンダース。かつてはTBLSサービス株式会社（東芝ビジネス&ライフサービス株式会社の子会社で、東芝の孫会社に当たる）がチームを運営していた。全国タイトルは東芝時代に計14回。練習場は幸区の東芝小向工場にある。
川崎市を本拠地とし、川崎市中原区のとどろきアリーナなどでホームゲームを開催。2004年9月には川崎市ホームタウンスポーツ推進パートナーに認定され、ホームゲームへの市民招待、バスケットボールクリニックの開催、トークショーへの参加など地域への活動に積極的に関わるようになった。

### ユニフォーム
東芝のバスケットボールチームとして60年以上の歴史を持ち、同時にユニフォームの胸には『TOSHIBA』のロゴが入っていた。2020-21シーズンからは、地元川崎の精密測定機器メーカー『ミツトヨ』のロゴが入った。

#### ユニフォームスポンサー （2024-25シーズン）
- サプライヤー：アシックス
- 前面：リクルートエージェント（左肩）、ミツトヨ（中央）
- 背面：杉本電機産業（背番号上部）、川崎信用金庫（選手名下部）
- パンツ：北浦工業（右前腰部）、DIT（デジタル・インフォメーション・テクノロジー）（右前太もも上）、JFEホールディングス（右前太もも下）、はぐくみ母子クリニック（左前上）、岡村製作所（左前下）、富士古河E&C（右後ろ上）、ディアスタッフ（右後ろ下）、final（左後ろ上）、ヤマネノシゴトグループ（左後ろ下、「緑道」明記）

2018-19シーズンから、クラブロゴ・クラブカラーおよびミッションを変更。ロゴは、ゴールリングに突き刺さる稲妻がモチーフとし、1950年から続く歴史を背負う誇りともにプレーの力強さとスピード感、勝利へのこだわりを表現。クラブカラーは、
"常に勇敢に戦う"というチームの姿勢を表す   ブレイブレッド、"勝利"と"誇り"を表す   ヴィクトリーゴールドに変わった。

### 歴代ユニフォーム
| HOME      | HOME      | HOME      | HOME      | HOME      |
| --------- | --------- | --------- | --------- | --------- |
| 2016 - 18 | 2018 - 19 | 2019 - 20 | 2020 - 21 | 2021 - 22 |
| 2022 - 23 | 2023 - 24 | 2024 - 25 |           |           |
|           |           |           |           |           |

| AWAY      | AWAY      | AWAY      | AWAY      | AWAY      |
| --------- | --------- | --------- | --------- | --------- |
| 2016 - 18 | 2018 - 19 | 2019 - 20 | 2020 - 21 | 2021 - 22 |
| 2022 - 23 | 2023 - 24 | 2024 - 25 |           |           |
|           |           |           |           |           |

| Other                                            | Other                                                | Other                                      | Other                                        | Other                                                                   |
| ------------------------------------------------ | ---------------------------------------------------- | ------------------------------------------ | -------------------------------------------- | ----------------------------------------------------------------------- |
| 2017 - 18 「東芝レッド サンダース」 ユニフォーム | 2019 - 20 EXCITING CHARGE DAY                        | 2020 - 21 KAWASAKI ENERGY DAYS             | 2020 - 21 川崎商工会議所 80周年記念          | 2021 - 22 KAWASAKI ENERGY DAYS Supported by みんなの電力                |
| 2022 - 23 KAWASAKI ENERGY DAYS                   | 2023 - 24 KAWASAKI ENERGY DAYS Supported by パシオス | 2023 - 24 5/29 NICK THE LAST GAME TEAM RED | 2023 - 24 5/29 NICK THE LAST GAME TEAM WHITE | 2024 - 25 KAWASAKI ENERGY DAYS Supported by パシオス 川崎市 市制100周年 |
|                                                  |                                                      |                                            |                                              |                                                                         |

### マスコットキャラクター
ロウル
2018年7月1日に上空から川崎に落ちてきた雷獣の男の子。その際自分が丸まっている姿にそっくりなバスケットボールを気に入り、川崎に住み着くようになった。
過去のマスコットキャラクター
ブレイビー
東芝レッドサンダース時代から登場した雷神の子供。背番号は当初は東芝をもじった1048、のちに川崎市の市外局番の044。以前からの夢であった空の上のバスケットボールリーグ「雷（かみなり）リーグ」でプレーすることが決まり2018年をもってマスコットキャラクターを勇退、2018年9月28日の2018-19シーズン出陣式でロウルと共演し、後を託した。

### ホームアリーナ
以下はBリーグ加盟以後の統計。
| 年度    | 参加クラス | 全体の ホームゲーム数 | とどろき | その他          | ポストシーズン            |
| 2016-17 | B1         | 30                    | 24       | 平塚 3 横須賀 3 | とどろき 3 平塚 2 代々木1 |
| 2017-18 | B1         | 30                    | 26       | 平塚4           | -                         |
| 2018-19 | B1         | 30                    | 28       | 平塚2           | -                         |
| 2019-20 | B1         | 20(30)                | 19(29)   | 横アリ1         | -                         |
| 2020-21 | B1         | 30                    | 30       | -               | -                         |
| 2021-22 | B1         | 28(30)                | 28(30)   | -               | とどろき4                 |
| 2022-23 | B1         | 30                    | 30       | -               | とどろき2                 |
| 2023-24 | B1         | 30                    | 30       | -               | -                         |

括弧内は開催予定だった試合数
会場凡例
- とどろき-とどろきアリーナ
- 平塚-トッケイセキュリティ平塚総合体育館
- 横須賀-横須賀アリーナ
- 代々木1-国立代々木競技場第1体育館
- 横アリ-横浜アリーナ

## 歴史
1950年創部。同好会『東芝小向』として活動を開始。1955年、関東実業団リーグ参戦。1971年にバスケットボール日本リーグ2部（当時は全国実業団リーグ）加入。1975年には名称を『東京芝浦電気』に変更した。1983年に1部（2000年にスーパーリーグと改称）に昇格し、その後は一度も降格していない。東芝には男子だけでなく女子部も存在していたが、1998-99シーズンをもって女子を廃部して男子に一本化した。所属する日本人選手は全員社員選手（II種）であった。
1999-2000シーズンに初のリーグ制覇を達成。前チーム名はレッドサンダース。2001年よりブレイブサンダースをチーム名とする。JBLスーパーリーグ発足後、2004-05シーズンに2度目の優勝。2006-07シーズン以降、新JBL発足後の2009-10シーズンまで連続してプレーオフ進出を逃した。2010-11シーズンはプレーオフ圏内を維持していたが、東日本大震災の影響によりプレーオフ自体が中止となった。2011-12シーズンはヘッドコーチ（HC）が田中輝明から北卓也に交代したが、最下位となった。2012-13シーズンは8シーズンぶりにファイナルに進出して準優勝。
2008-09シーズンからは、それまで日本バスケットボールオペレーションズ（JBO）が保持していた興行権の譲渡を受け、神奈川県バスケットボール協会へ委託、ホームゲームのほとんどを県内各地で実施していた。

### NBL
2013年、ナショナル・バスケットボール・リーグ(NBL)参戦に伴いチーム名を「東芝ブレイブサンダース神奈川」に変更。同リーグ初年度は、スーパーリーグ2004-05シーズン以来9シーズンぶりに優勝した。2015-16シーズンはレギュラーシーズン3位でプレーオフに進出。プレーオフではレギュラーシーズン2位のリンク栃木を退けファイナル進出、三河に2敗の後3連勝し優勝した。
NBL発足後も、NBL・bjリーグ、NBDLに参加した全47チームの中で唯一、JBL時代までと同様に所属日本人選手は全員が東芝の社員だった。国内リーグを統合して2016年に発足するJPBLには、チーム所属するアマチュア選手の人数に制限が設けられており、東芝のそれまでの状況では3部入りとなるため、選手のセカンドキャリアの保障を条件にプロ化を決定した。後日B1への参入が決まった。

### B.LEAGUE

#### 2016-17シーズン（B1 中地区）

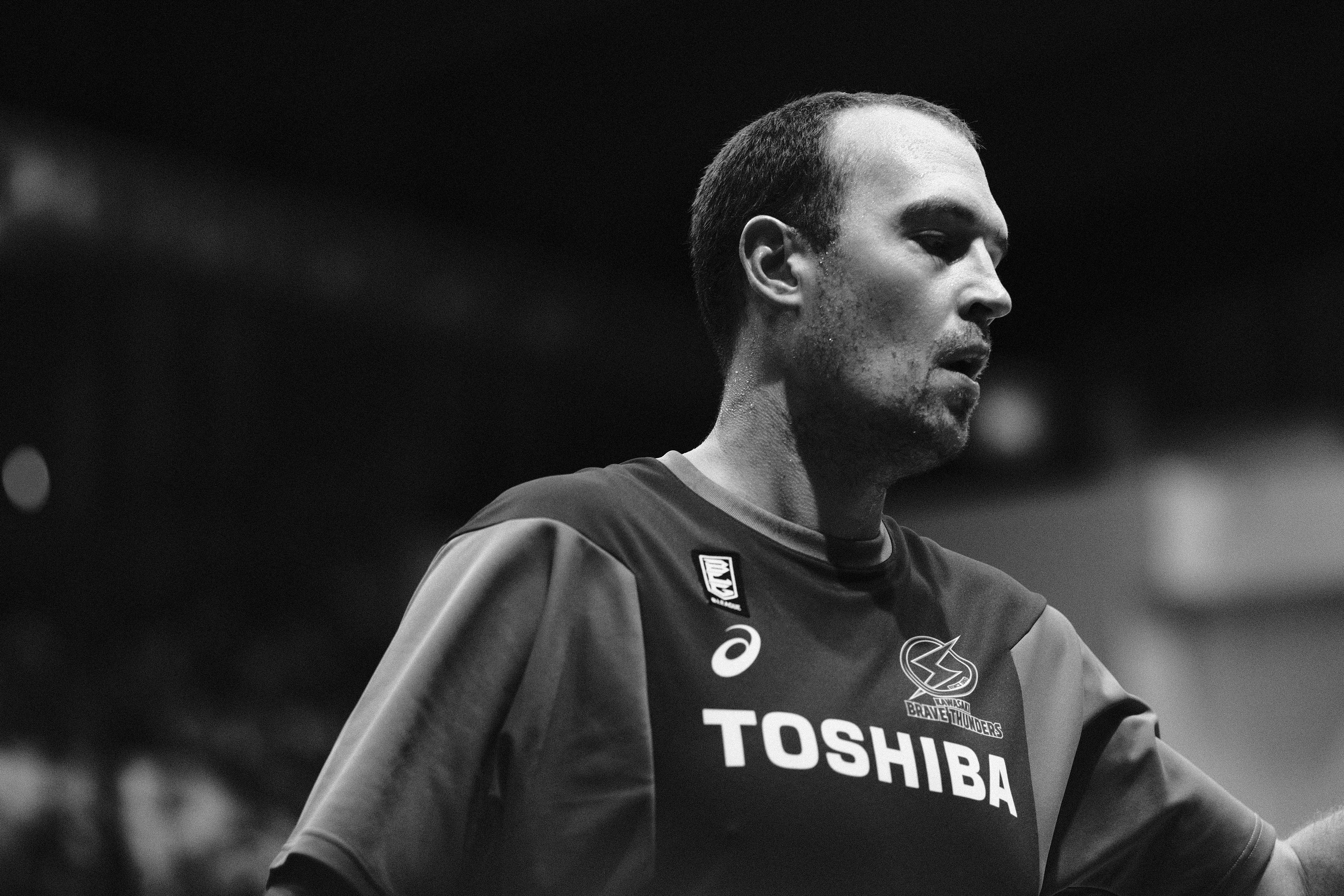
B1リーグ初代得点王と初代MVP、ベストファイブに選出されたニック・ファジーカス

2016年7月1日より、正式クラブ名を「東芝川崎ブレイブサンダース」、リーグでのチーム呼称を「川崎ブレイブサンダース」に変更した。ユニフォームスポンサーには従来の東芝以外の企業とも契約した。北卓也HCがNBL時代に引き続き指揮を執り、選手はニック・ファジーカス、辻直人、永吉佑也、篠山竜青に加え、新たにライアン・スパングラーらが入団した。
9月24日から開催された開幕節の三遠戦（豊橋市総合体育館）で2連敗。9月30日、ホーム開幕の横浜戦（川崎市とどろきアリーナ）でBリーグ参入後初勝利すると、この試合から1敗を挟んで8連勝と15連勝を記録。2017年1月14日、東アジアクラブチャンピオンシップで韓国バスケットボールリーグの安養KGCに83-80で勝利した。4月1日の横浜戦の勝利により、中地区優勝が決定。レギュラーシーズン49勝11敗、総合順位1位でチャンピオンシップに進出した。
クォーターファイナルは中地区3位の渋谷に2連勝。セミファイナルは東地区2位のA東京に2勝1敗。国立代々木競技場第一体育館で行われたファイナルで東地区優勝の栃木と対戦。第3Q終了時に63-59と4点リードしたが、第4Qに逆転を許して79-85で敗れ、準優勝でシーズンを終えた。ニック・ファジーカスがB1リーグ初代得点王と初代MVP、ベストファイブに選出された。

#### 2017-18シーズン（B1 東地区）
2017年12月6日、東芝グループの経営危機により、DeNAが新設する同社子会社(株式会社DeNAバスケットボール）に経営権が譲渡された。社長には横浜DeNAベイスターズの執行役員だった元沢伸夫が就任した。
北HCが続投。レギュラーシーズン41勝19敗、東地区6チーム中3位でチャンピオンシップに進出。リーグ戦ホーム最終節では、クラブ初の2冠を達成した1999-2000シーズンの復刻ユニフォームを着用し、連勝した。チャンピオンシップ・クォーターファイナルは、千葉に1勝2敗で敗退した。この試合をもって、東芝がクラブ運営に関わる最後のシーズンを終えた。

#### 2018-19シーズン（B1 中地区）
開幕前に新たなクラブロゴ・クラブカラーおよびミッションを発表し、「アジアクラブチャンピオンシップ優勝」、「最先端のバスケットボールアリーナを実現」、「年間来場者数30万人」を目標に掲げた。その一環として、センターハングビジョン4面の設置を含めた「EXCITING BASKET PARK」計画を発表した。
北HCが続投。地区再編により中地区へ移動。シーズンは途中日本代表活動に伴う主力選手の離脱等もあり、優勝した新潟に5勝差の40勝20敗、東地区2位（全体5位）でチャンピオンシップへ進出した。
チャンピオンシップ・クォーターファイナルは、アウェイで東地区2位（全体4位）の栃木に2連敗して敗退した。

#### 2019-20シーズン（B1 中地区）
北HCが退任し、ACの佐藤賢次が新HCに就任した。勝久ジェフリー、穂坂健祐がACに就任。選手は大塚裕土、熊谷尚也が新加入した。
シーズン開幕後、11月から1月にかけて16連勝を記録。3月に新型コロナウイルス感染拡大の影響によりシーズン打ち切りとなるまで31勝9敗の成績を収め、2位に13勝差をつけて中地区優勝を達成した。天皇杯でも故障者が続出する中でファイナルまで勝ち進むも、渋谷に敗れて準優勝に終わる。

#### 2020-21シーズン（B1 東地区）
2020年6月29日、NTTドコモと資本業務提携およびオフィシャルスポンサー契約を締結。
佐藤HCの2シーズン目。今季よりコロナ禍の影響で東西の2地区制となった。キャプテンは7シーズン連続で篠山が務め、副キャプテンは青木保憲が就任。昨シーズンの主力メンバーが外国籍を含めて全員残留した。
開幕節は10月2日からA東京と行い2戦目に初勝利。10月11日、現役時の背番号が永久欠番に選定されたフレッディ・カウワン、節政貴弘、北卓也のセレモニーをホームゲームで実施した。43勝16敗で東地区10チーム中3位（リーグ全体5位）となる。チャンピオンシップ・クォーターファイナルは大阪に2連勝したが、セミファイナルで宇都宮に2連敗してシーズンを終えた。

#### 2021-22シーズン（B1 東地区）
佐藤HCの3シーズン目。辻、大塚、青木らが退団し、新たに前田悟、綱井勇介らが入団した。また鎌田が2シーズンぶりに復帰した。

#### 2022-23シーズン（B1 中地区）
3シーズンぶりに東中西3地区制が復活し、川崎は3年ぶりに中地区所属となった。綱井らが退団し、納見悠仁らが入団した。

#### 2023-24シーズン（B1 中地区）
長年チームを支え続けてきたニック・ファジーカスが引退を表明。
2024-25シーズン（B1 中地区）
10年間川崎一筋だった藤井祐眞が退団し、小針幸也らが入団した。

## 成績

### 過去のリーグ戦

#### 旧JBL
| 年度 | リーグ         | ディビジョン   | 回 | レギュラーシーズン | レギュラーシーズン | レギュラーシーズン | セミファイナル | セミファイナル | ファイナル | ファイナル | 最終結果 |
| 年度 | リーグ         | ディビジョン   | 回 | 勝                 | 敗                 | 順位               | 勝             | 敗             | 勝         | 敗         | 最終結果 |
| ---- | -------------- | -------------- | -- | ------------------ | ------------------ | ------------------ | -------------- | -------------- | ---------- | ---------- | -------- |
| 1972 | 実業団リーグ   | 実業団リーグ   | ?  | ?                  | ?                  |                    |                |                |            |            | ?        |
| 1973 | 実業団リーグ   | 実業団リーグ   | ?  | ?                  | ?                  |                    |                |                |            |            | ?        |
| 1974 | 実業団リーグ   | 実業団リーグ   | ?  | ?                  | ?                  |                    |                |                |            |            | ?        |
| 1975 | 実業団リーグ   | 実業団リーグ   | 5  | 6                  | 4                  |                    |                |                |            |            | 3位      |
| 1976 | 実業団リーグ   | 実業団リーグ   | 6  | 8                  | 2                  |                    |                |                |            |            | 優勝     |
| 1977 | 実業団リーグ   | 実業団リーグ   | 7  | 6                  | 4                  |                    |                |                |            |            | 3位      |
| 1978 | 日本リーグ     | 2部            | 12 | 7                  | 3                  |                    |                |                |            |            | 準優勝   |
| 1979 | 日本リーグ     | 2部            | 13 | 4                  | 6                  |                    |                |                |            |            | 4位      |
| 1980 | 日本リーグ     | 2部            | 14 | 3                  | 7                  |                    |                |                |            |            | 6位      |
| 1981 | 日本リーグ     | 2部            | 15 | 4                  | 6                  |                    |                |                |            |            | 4位      |
| 1982 | 日本リーグ     | 2部            | 16 | 8                  | 2                  |                    |                |                |            |            | 優勝     |
| 1983 | 日本リーグ     | 1部            | 17 | 2                  | 8                  |                    |                |                |            |            | 5位      |
| 1984 | 日本リーグ     | 1部            | 18 | 7                  | 7                  |                    |                |                |            |            | 5位      |
| 1985 | 日本リーグ     | 1部            | 19 | 4                  | 10                 |                    |                |                |            |            | 7位      |
| 1986 | 日本リーグ     | 1部            | 20 | 4                  | 10                 |                    |                |                |            |            | 6位      |
| 1987 | 日本リーグ     | 1部            | 21 | 3                  | 11                 |                    |                |                |            |            | 7位      |
| 1988 | 日本リーグ     | 1部            | 22 | 5                  | 10                 | T4位               |                |                |            |            | 8位      |
| 1989 | 日本リーグ     | 1部            | 23 | 6                  | 9                  | C4位               |                |                |            |            | 5位      |
| 1990 | 日本リーグ     | 1部            | 24 | 3                  | 12                 | C5位               |                |                |            |            | 10位     |
| 1991 | 日本リーグ     | 1部            | 25 | 4                  | 11                 | T4位               |                |                |            |            | 8位      |
| 1992 | 日本リーグ     | 1部            | 26 | 6                  | 16                 |                    |                |                |            |            | 11位     |
| 1993 | 日本リーグ     | 1部            | 27 | 2                  | 8                  | C5位               |                |                |            |            | 10位     |
| 1994 | 日本リーグ     | 1部            | 28 | 5                  | 11                 | T5位               |                |                |            |            | 9位      |
| 1995 | 日本リーグ     | 1部            | 29 | 3                  | 13                 | C6位               |                |                |            |            | 11位     |
| 1996 | 日本リーグ     | 1部            | 30 | 10                 | 6                  | C1位               |                |                |            |            | 3位      |
| 1997 | 日本リーグ     | 1部            | 31 | 13                 | 3                  | T1位               |                |                |            |            | 準優勝   |
| 1998 | 日本リーグ     | 1部            | 32 | 14                 | 2                  | T2位               |                |                |            |            | 準優勝   |
| 1999 | 日本リーグ     | 1部            | 33 | 12                 | 4                  | T1位               | 2              | 0              | 2          | 1          | 優勝     |
| 2000 | 日本リーグ     | SL             | 34 | 14                 | 7                  | 1位                | 1              | 2              | ---        | ---        | 3位      |
| 2001 | スーパーリーグ | スーパーリーグ | 1  | 7                  | 14                 | 6位                | ---            | ---            | ---        | ---        | 6位      |
| 2002 | スーパーリーグ | スーパーリーグ | 2  | 12                 | 9                  | 3位                | 0              | 2              | ---        | ---        | 3位      |
| 2003 | スーパーリーグ | スーパーリーグ | 3  | 16                 | 12                 | 2位                | 2              | 1              | 1          | 2          | 準優勝   |
| 2004 | スーパーリーグ | スーパーリーグ | 4  | 20                 | 8                  | 2位                | 2              | 1              | 3          | 2          | 優勝     |
| 2005 | スーパーリーグ | スーパーリーグ | 5  | 16                 | 10                 | 3位                | 0              | 1              | ---        | ---        | 3位      |
| 2006 | スーパーリーグ | スーパーリーグ | 6  | 7                  | 17                 | 6位                | ---            | ---            | ---        | ---        | 6位      |

※1978年より実業団リーグから日本リーグ2部に改組された。

※日本リーグ1部の第22回（1988年）から第33回（1999年）まではC（クーガー）、T（タイガー）のディビジョン制を導入。

※日本リーグ1部の第34回（2000年）のディビジョンはSL（プレスーパーリーグ）、NL（日本リーグ）として実施。

#### JBL
| 年度    | 回 | レギュラーシーズン | レギュラーシーズン | レギュラーシーズン | セミファイナル               | セミファイナル               | ファイナル                   | ファイナル                   | 最終結果                     | HC       |
| 年度    | 回 | 勝                 | 敗                 | 順位               | 勝                           | 敗                           | 勝                           | 敗                           | 最終結果                     | HC       |
| ------- | -- | ------------------ | ------------------ | ------------------ | ---------------------------- | ---------------------------- | ---------------------------- | ---------------------------- | ---------------------------- | -------- |
| 2007-08 | 1  | 13                 | 22                 | 7位                | ---                          | ---                          | ---                          | ---                          | 7位                          | 田中輝明 |
| 2008-09 | 2  | 15                 | 20                 | 6位                | ---                          | ---                          | ---                          | ---                          | 6位                          | 田中輝明 |
| 2009-10 | 3  | 22                 | 20                 | 5位                | ---                          | ---                          | ---                          | ---                          | 5位                          | 田中輝明 |
| 2010-11 | 4  | 17                 | 19                 | 4位                | 震災のためプレイオフ実施せず | 震災のためプレイオフ実施せず | 震災のためプレイオフ実施せず | 震災のためプレイオフ実施せず | 震災のためプレイオフ実施せず | 田中輝明 |
| 2011-12 | 5  | 8                  | 34                 | 8位                | ---                          | ---                          | ---                          | ---                          | 8位                          | 北卓也   |
| 2012-13 | 6  | 29                 | 13                 | 3位                | ---                          | ---                          | ---                          | ---                          | 準優勝                       | 北卓也   |

#### NBL
| 年度    | 回 | レギュラーシーズン | レギュラーシーズン | レギュラーシーズン | カンファレンス セミファイナル | カンファレンス セミファイナル | カンファレンス ファイナル | カンファレンス ファイナル | ファイナル | ファイナル | 最終結果 | HC     |
| 年度    | 回 | 勝                 | 敗                 | 順位               | 勝                            | 敗                            | 勝                        | 敗                        | 勝         | 敗         | 最終結果 | HC     |
| ------- | -- | ------------------ | ------------------ | ------------------ | ----------------------------- | ----------------------------- | ------------------------- | ------------------------- | ---------- | ---------- | -------- | ------ |
| 2013-14 | 1  | 46                 | 8                  | 東1位              | ---                           | ---                           | 2                         | 0                         | 3          | 0          | 優勝     | 北卓也 |
| 2014-15 | 2  | 38                 | 16                 | 東4位              | 0                             | 2                             | ---                       | ---                       | ---        | ---        | 5位      | 北卓也 |
| 2015-16 | 3  | 37                 | 17                 | 3位                | 2                             | 0                             | 2                         | 1                         | 3          | 2          | 優勝     | 北卓也 |

### 獲得タイトル
- 東アジアクラブ選手権
  - 優勝1回（2016）
- 日本リーグ（旧JBL）→スーパーリーグ→日本リーグ（JBL）→ナショナル・バスケットボール・リーグ（NBL）
  - 優勝4回（1999-2000・2004-05・2013-14・2015-16）
- 天皇杯
  - 優勝4回（2000・2006・2014・2021）
- JBLトーナメント
  - 優勝1回（1997）
- 国体
優勝5回

## 選手とスタッフ

### 過去の主な所属選手

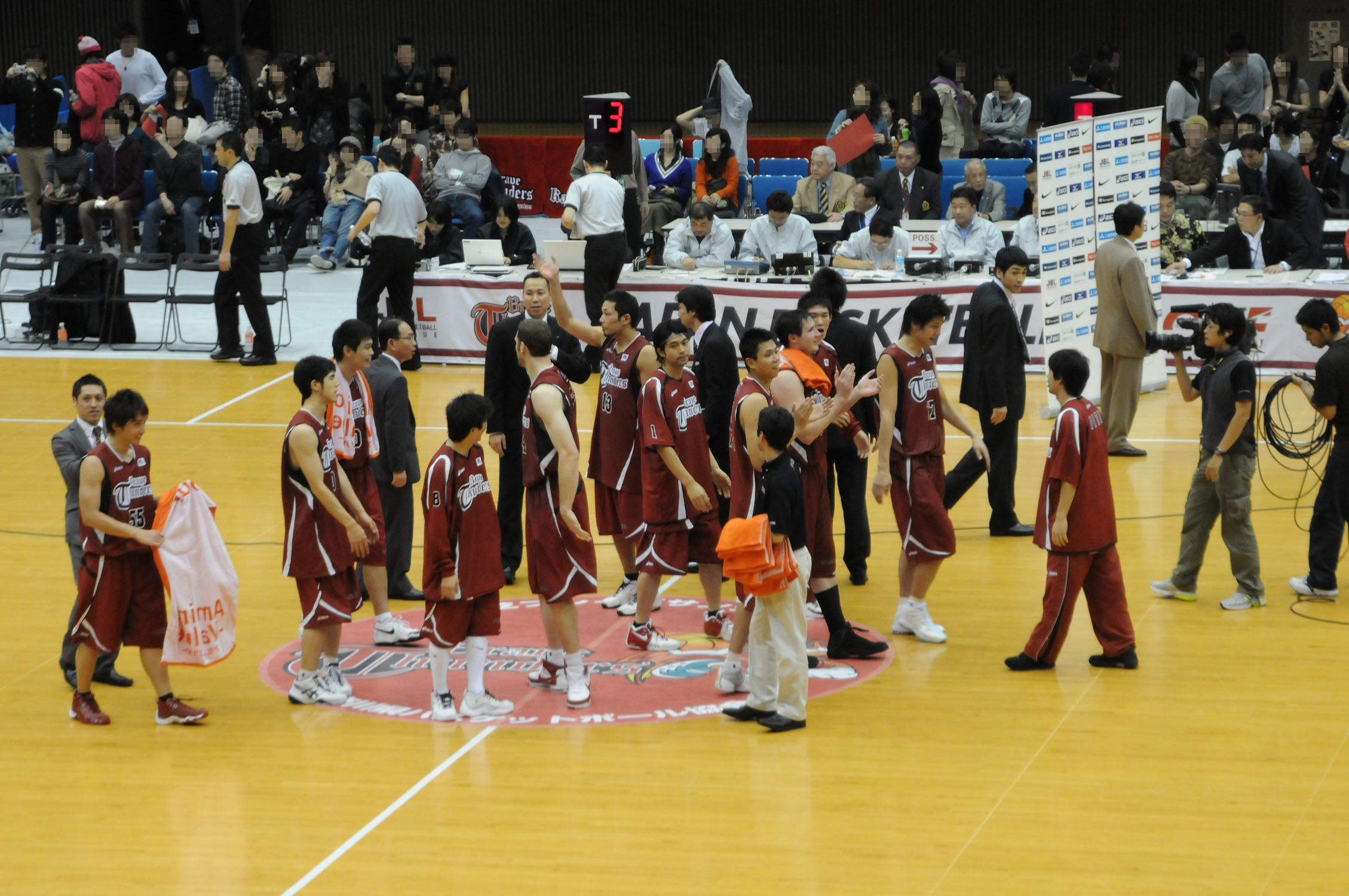
2008年11月15日、川崎市とどろきアリーナ

- 島野直幸（元プロ野球選手島野修の実弟）
- 荒順一
- 吉田健司
- 塩屋清文
- 田名部淳一
- ブライアン・ロウサム
- 篠原隆史
- 板倉令奈
- 志村雄彦
- 折腹祐樹
- 町田洋介
- 伊藤俊亮
- 北卓也
- ジャマール・スミス
- ランディー・ホーカム
- 節政貴弘
- ピーター・コーネル
- 石崎巧
- タイラー・ニュートン
- 佐藤賢次
- コーリー・バイオレット
- チャールズ・オバノン
- スコット・メリット
- 宋燕忻
- 小野元
- 宮永雄太
- 菊池祥平
- 桑原義典
- クリス・モス
- 富田卓弥
- ジュフ磨々道
- 晴山ケビン
- 永吉佑也
- 栗原貴宏
- 谷口光貴
- 林翔太郎
- 青木保憲
- 大塚裕土
- 辻直人
- 藤井祐眞
- ライアン・スパングラー
- ルー・アマンドソン
- ジョシュ・デービス
- バーノン・マクリン
- シェーン・エドワーズ
- ジュフ・バンバ
- マティアス・カルファニ

### 永久欠番
- 8 - 節政貴弘（1995-2009）
  - チームの中心選手としてリーグ戦と天皇杯で計4度の優勝に貢献した[44]。
- 22 - ニック・ファジーカス（2012-2024）
  - 12シーズンにわたり在籍。日本トップクラスのチームに引き上げ、チームに数々の栄光をもたらしたほか、日本代表でも活躍した[45]。
- 40 - フレッディ・カウワン（1981-1986）
  - 東芝初の外国籍選手。日本リーグ1部昇格と天皇杯でチーム初の準優勝に貢献した[44]。
- 51 - 北卓也（1995-2008）
  - チームの中心選手としてリーグ戦と天皇杯で計4度の優勝に貢献した[44]。

### 東芝関連
- 東芝レオスパークルズ - かつて存在していた東芝の女子バスケットボールチーム。
- 東芝野球部 - 川崎市を本拠地としている社会人野球の強豪チーム。
- 東芝ブレイブルーパス東京 - 東京都府中市を本拠地としているラグビーチーム。
- 北海道コンサドーレ札幌 - 東芝堀川町サッカー部を前身とするJリーグのプロサッカークラブ。
- 岡山シーガルズ - 東芝女子バレーボール部を前身とするVリーグのバレーボールクラブ。

### DeNA関連
なおDeNAグループのプロスポーツクラブはすべて神奈川県に本拠地としている。
- 横浜DeNAベイスターズ - NPBセントラル・リーグ所属のプロ野球球団。横浜市の横浜スタジアムを本拠地としている。2012年にTBSから買収した。
- SC相模原 - 相模原市をホームタウンとするJリーグのプロサッカークラブ。2021年に経営参画。